# 武之鼻橋

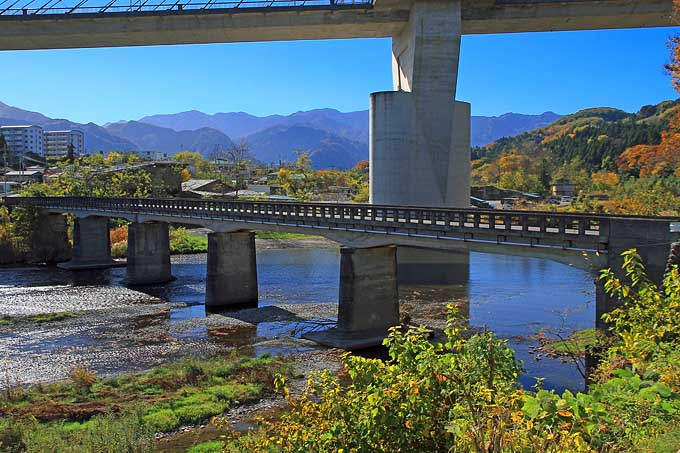
武之鼻橋（2014年11月）

武之鼻橋（たけのはなばし）は埼玉県秩父市中村町と同寺尾の間で荒川に架かる秩父市道幹線1号の橋である。武の鼻橋とも称する。すぐ上流側に埼玉県道208号の橋である秩父公園橋が架かる。

## 概要
本橋は河口から122.9キロメートルの位置に架かる橋長107.12メートル、総幅員4.0メートル、有効幅員3.5メートルの6径間のRC（鉄筋コンクリート）桁橋である。橋の高さは水面から7メートルである。橋の管理者は秩父市である。上流側に同時期に架けられた佐久良橋（現、櫻橋）によく似た外見を持ち、欄干はコンクリート製である。通行制限があり、重量制限が標識で2.0トンとなっているのも櫻橋と同様である。幅員が狭いので橋は交互通行だが、橋の中央部に行き違いのため幅員がやや広くなっている箇所が設けられている。橋脚は河床低下に伴い橋脚フーチング（底版）が露出している。尾田蒔側の上寺尾地区と秩父側の中村地区の生活道路となっている橋で、取り付け道路は河岸段丘の地形に沿って逆「U」の字状に屈曲した線形および縦断勾配を有している。橋を通る路線バスやコミュニティバスなどの公共交通機関は設定されていない。

## 歴史

### 竹の鼻の渡し

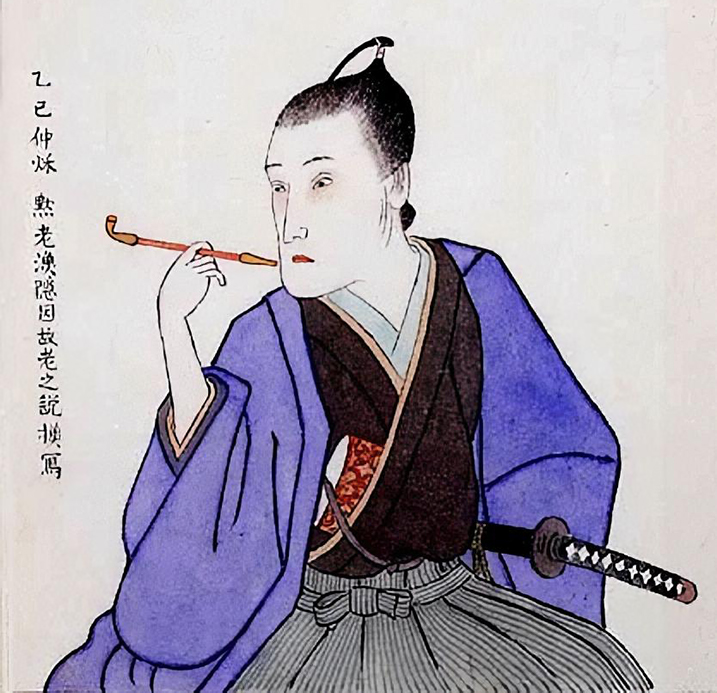
『平賀源内肖像』

橋が架けられる以前は「竹の鼻の渡し」と呼ばれた船一艘を有する私設の渡船場が橋のやや上流側に存在していた。いつから存在していたかは定かではないが、安永年間（1772年-1780年）には平賀源内が鉄や木炭の運搬に利用した河岸が渡船場に併設されていたことから、この頃までに存在していたと考えられ、大宮郷（現在の秩父市中心地）から上州や越後方面へと至る交通の要衝であった。渡船場は開設当初は寺尾側での管理であったが、後に大宮郷と共同で管理運営を行う様になった。渡船料は1846年（弘化3年）の記録によると周辺の村から年に一世帯につき麦一升を納めたと記されている。冬場の減水期には長さ15間（約27.273メートル）、幅3尺（約0.909メートル）の土橋の仮橋が架けられていた。架設の際は秩父夜祭の前である11月25日に「祭り前の橋かけ」と称して仮橋の架設が行われ、「橋架けのお日待ち」と呼ばれる儀式も行われた。仮橋の撤去はお雛様は橋を渡らないとされたことから節句前に行われ、その際に「橋はずしのお日待ち」と呼ばれる儀式が行われた。また、夏場はこの渡船場付近で秩父川瀬祭の神事も行われた。この渡船場は武之鼻橋の開通により廃止された。現在右岸側に渡船場への道が存在している。

### 橋の建設
武之鼻橋は秩父市が事業主体となり、総事業費824万5000円を投じて1952年（昭和27年）10月着工された。橋種の選定に当たっては簡素な構造ながら秩父の景観にも配慮されたものとなった。「希望の橋」と待望された橋は1953年（昭和28年）3月に竣工され、両岸に取り付け道路が整備された。なお、取り付け道路は1953年（昭和28年）の秩父市の失業対策事業の一環として施工されたものである。渡船から橋に替わった現在も秩父川瀬祭の「神輿洗い」の儀式はこの付近で行われ、祭事の際は本橋は歩行者のみが通行でき、車両は通行止めとなる。本橋は秩父市の橋梁長寿命計画に基づき補強が行われ、2016年に工事が実施され、翌年3月に完了している。1993年（平成5年）橋の真上を交差するように秩父公園橋が架けられ、それに伴い交通量は大幅に減少したが、地元住民の愛着がある限りこの橋は存続される方針である。
コンクリートの劣化や鉄筋の腐食など橋が老朽化しているため、橋の両詰に標識や幅2.3メートルの車止めが設置され、2017年（平成29年）10月1日より重量制限が実施された。重量制限は6.0トンから2.0トンに引き下げられ、それ以上の車両の通行は禁止される。

## 周辺

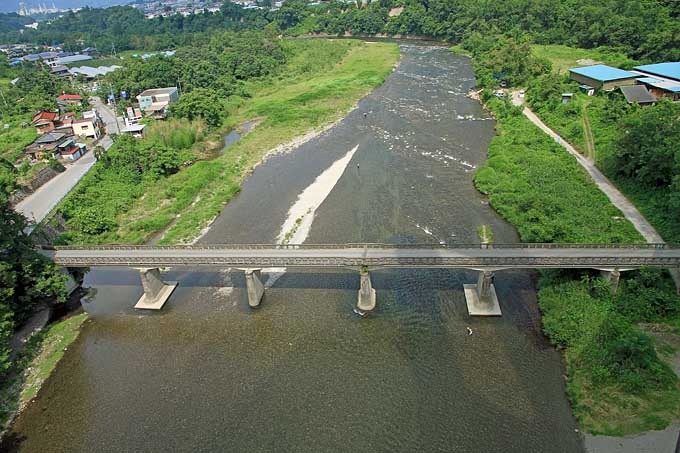
秩父公園橋より望む荒川と武之鼻橋

武之鼻橋付近の荒川は「武の鼻の荒川」と呼ばれ、そばの河原で秩父川瀬祭の「御輿洗いの神事」が行われる場所である。その神事の際は本橋の他、市街地の一部の道路に交通規制が敷かれ、車両の通行が規制される。
周辺は河岸段丘域で両岸に段丘崖が見られる。
- 永田城跡 - 県選定重要遺跡
  - 華台山童子堂 - 秩父札所22番
- 無量山西光寺 - 秩父札所16番
- 秩父市いきがいセンター
- 秩父市ふれあいセンター
- 秩父中村郵便局

## 風景

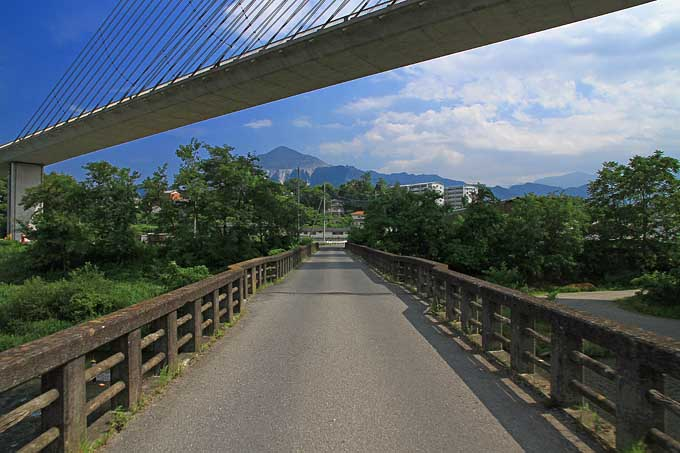
右岸側方向を望む。
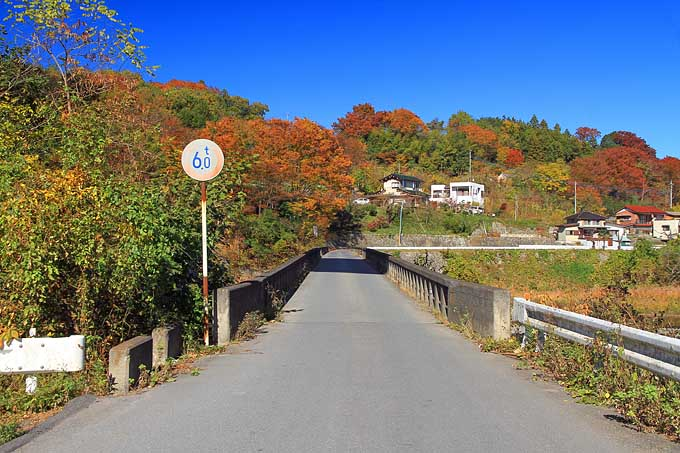
右岸側橋詰より望む。標識は現在は2.0トンである
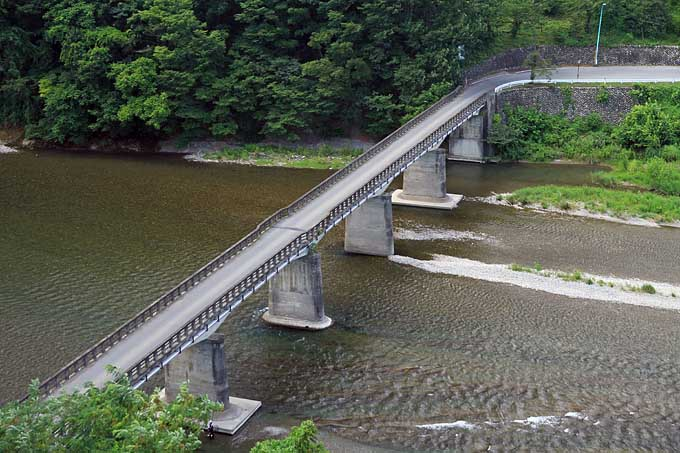
右岸下流側より望む。

## 隣の橋
- 荒川

（上流） - 佐久良橋 - 秩父公園橋 - 武之鼻橋 - 秩父橋 - 和銅大橋 - （下流）